# Želva (album)
A Želva a cseh Olympic együttes 1968-ban megjelent nagylemeze, amelyet a Supraphon adott ki. Katalógusszáma: 1 13 0412 (stereo), 0 13 0412 (mono). A borítója egy rajzolt teknőst ábrázol, ezen kívül többféle egyenborítóval is megjelent.

## Az album dalai

### A oldal
1. Želva (Petr Janda/Pavel Chrastina) – 3:38
2. Vzpomínka plíživá (Ladislav Klein-Zdeněk Rytíř) – 2:47
3. Línej skaut (Petr Janda/Pavel Chrastina) – 2:12
4. Dám zejtra zas flám (Petr Janda/Pavel Chrastina) – 2:26
5. Modravé mámení (Petr Janda/Pavel Chrastina) – 2:18
6. Nikdo neotvírá (Petr Janda/Pavel Chrastina) – 2:07

### B oldal
1. Nebezpečná postava (Petr Janda/František Ringo Čech) – 1:42
2. Snad jsem to zavinil já (Petr Janda/Pavel Chrastina) – 3:04
3. Dědečkův duch (Petr Janda/Pavel Chrastina) – 2:18
4. Jen Bůh ví (Petr Janda/Pavel Chrastina) – 3:35
5. Telefon (Petr Janda/Pavel Chrastina) – 1:47
6. Psychiatrický prášek (Petr Janda/Pavel Chrastina) – 6:21